# Oliver Fobe
Oliver Fobe (* 28. Januar 1968 in Frankfurt am Main) ist ein deutscher Schauspieler und Sänger für Theater, Musical und Fernsehen.

## Leben
Nach dem Abitur an der Gesamtschule Köln-Rodenkirchen studierte er von 1992 bis 1995 Schauspiel an der Schauspielschule der Keller im Theater der Keller in Köln. Es folgte ein erstes Engagement am Millowitsch-Theater und gleich im Anschluss bei den Freilichtspielen in Ettlingen. Danach ging Oliver Fobe an die Städtische Bühnen Münster, wo er bis 2003 engagiert blieb. Beeinflusst wurde seine Arbeit unter anderem durch Karin Neuhäuser, mit der er in mehreren Produktionen zusammenarbeitete (in Medea mit Mechthild Großmann, als Mortimer in Maria Stuart und in Was ihr wollt).
Im Jahr 2004 wechselte er an das Staatstheater Kassel. Dort blieb Oliver Fobe bis 2007 engagiert.
In seiner bisherigen Karriere kam Oliver Fobe auch immer wieder mit dem Genre des Musicals in Berührung und spielte in Stücken wie West Side Story den Arab, Officer Krupski, den Lord Evelyn in Anything Goes oder den Seymour in Der kleine Horrorladen. Seit 2007 ist Oliver Fobe erfolgreich freischaffend tätig. Unter anderem am Staatstheater Darmstadt, Badisches Staatstheater Karlsruhe, Theater Koblenz usw.

## Filmografie (Auswahl)
- 1994: Alles Glück dieser Erde, (ZDF)
- 1996: Die Wache, (RTL)
- 1997: Unter uns, (RTL)
- 1997: Notaufnahme, (RTL)
- 1998: Krieg und Frieden, (WDR)
- 2000: Alarm für Cobra 11, (RTL)
- 2005: Wilsberg: Todesengel, (ZDF)
- 2008: Blackbox Gehirn, (HR/ARTE)

## Theaterrollen (Auswahl)
- Kijell Bjarne – Elling
- Jörgen Tesman – Hedda Gabler
- Mortimer – Maria Stuart
- Bruder Lorenzo – Romeo und Julia
- Lucky – Warten auf Godot
- Berald – Der eingebildete Kranke
- Bishop – Fette Männer im Rock
- Belize – Angles in America
- Caliban – Der Sturm
- Antonio – Was ihr wollt
- Pheres – Medea

## Musical (Auswahl)
- Judas – Jesus Christ Superstar
- Büttel Bamford – Sweeney Todd
- Jake – Blues Brothers
- Seymour – Der kleine Horrorladen
- Lord Evelyn Oaklaigh – Anything Goes
- RiffRaff – Rocky Horror Show
- Confrencier – Cabaret
- Arab – West Side Story